# Сава Сербський
Сава І Сербський (у мирі: Растко Неманіч серб. Растко Немањић; 1175—14 січня 1235), відомий також як Святий Сава — перший сербський патріарх (1219-1233). Найважливіша постать серед сербських святих, визначний культурно-політичний діяч свого часу. Помер у Тирново, Болгарія.

## Життєпис
Святий Сава Сербський був сином сербського правителя і засновника середньовічної сербської держави — князя Стефана Неманьї та братом Стефана Првовенчаного, першого сербського короля. У молодості, близько 1192 року, вирішив зректися світського життя: утік із дому і вступив у православну чернечу колонію на горі Афон, де й отримав чернече ім'я Сава. Прибув спочатку до руського монастиря, пізніш перебрався до грецького монастиря Ватопед.
З кінцем 1197 року приєднався до сина і батько, князь Стефан, ставши ченцем на ім'я Симеон; у 1198 році батько з сином разом переправилися в запущений монастир Гіландар та відновили його. Монастир, збудований на кошти сербських князів у середині XII століття, приблизно тоді ж став центром сербського чернечого життя, — і понині залишається одним із найвідоміших серед усіх 20 афонських монастирів. А що становить окремий інтерес — це те, що монастирський комплекс Гіландар, і досі залишається сербським, хоч і підлягає Вселенському Патріархатові.
Батько св. Сави склав чернечі обіти під іменем Симеон і помер у Гіландарі 13 лютого 1199 року: згодом його канонізовано як Святий Симеон.
Численні православні храми у світі зараз пишаються іменем св. Сави. Белградський храм св. Сави Сербського зараз вважається чи не найбільшим православним храмом у світі: його починали будувати ще 1924 року, — та ускладнювали його завершенню, і війни, і політика. Офіційне передання храму Сербській Православній Церкві відбулося 2003 року.